# Ваза
Ва́за (итал. vaso, от лат. vas, vasis, vasorum — сосуд, посуда, ёмкость, горшок) — в истории материальной культуры ваза — традиционная форма ёмкости для жидкостей: воды, вина, масла. Однако в отличие от утилитарно-конструктивного понятия ёмкости в истории декоративно-прикладного искусства вазами называют сосуды, имеющие не только утилитарную (практическую) ценность, но и эстетические, а также, в отдельных случаях, художественные свойства. Декоративная ваза в архитектуре называется вазоном. В этом отношении показательно происхождение итальянской фамилии «Вазари» (итал. vasari — горшечник, сын гончара). Знаменитый историограф эпохи итальянского Возрождения Джорджо Вазари был сыном гончара; он, как и многие другие итальянские мастера, вышел из ремесленной среды и стал живописцем и архитектором.

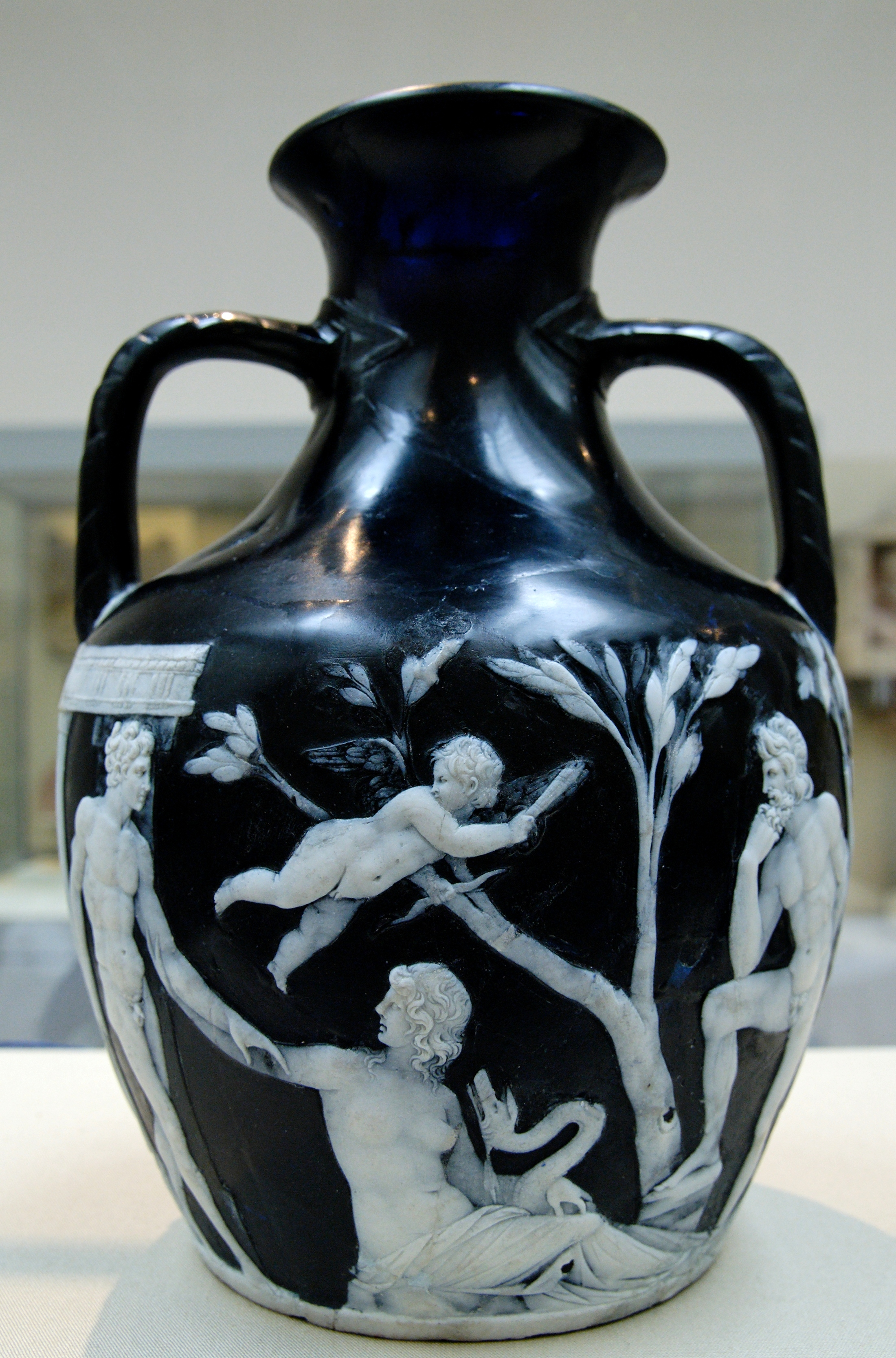
Портлендская ваза. I в. до н. э. Стекло, гравировка. Британский музей, Лондон

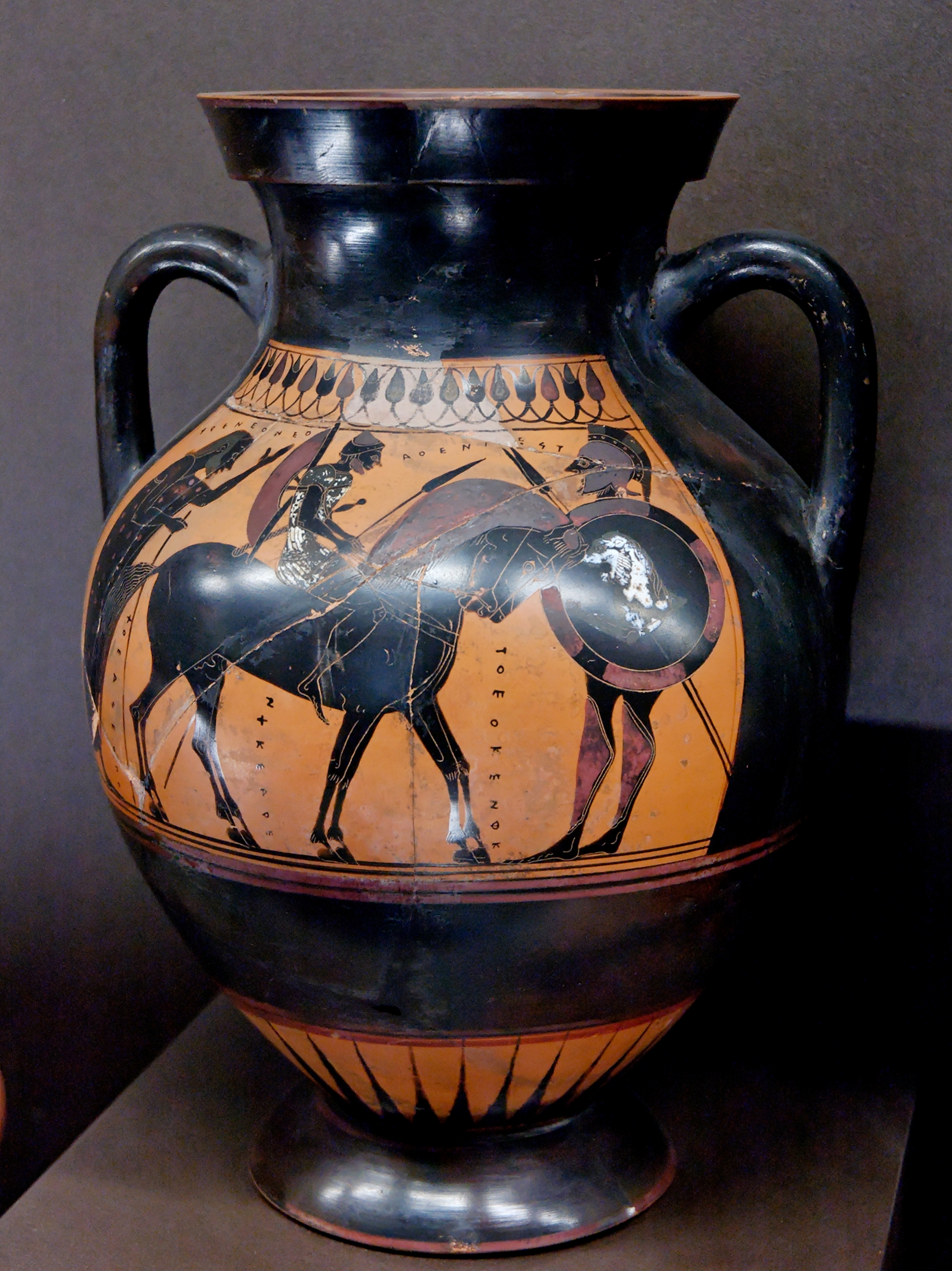
Амфора с чёрнофигурной росписью. 550–540 гг. до н. э. Афины. Из коллекции Дж. П. Кампана. Лувр, Париж

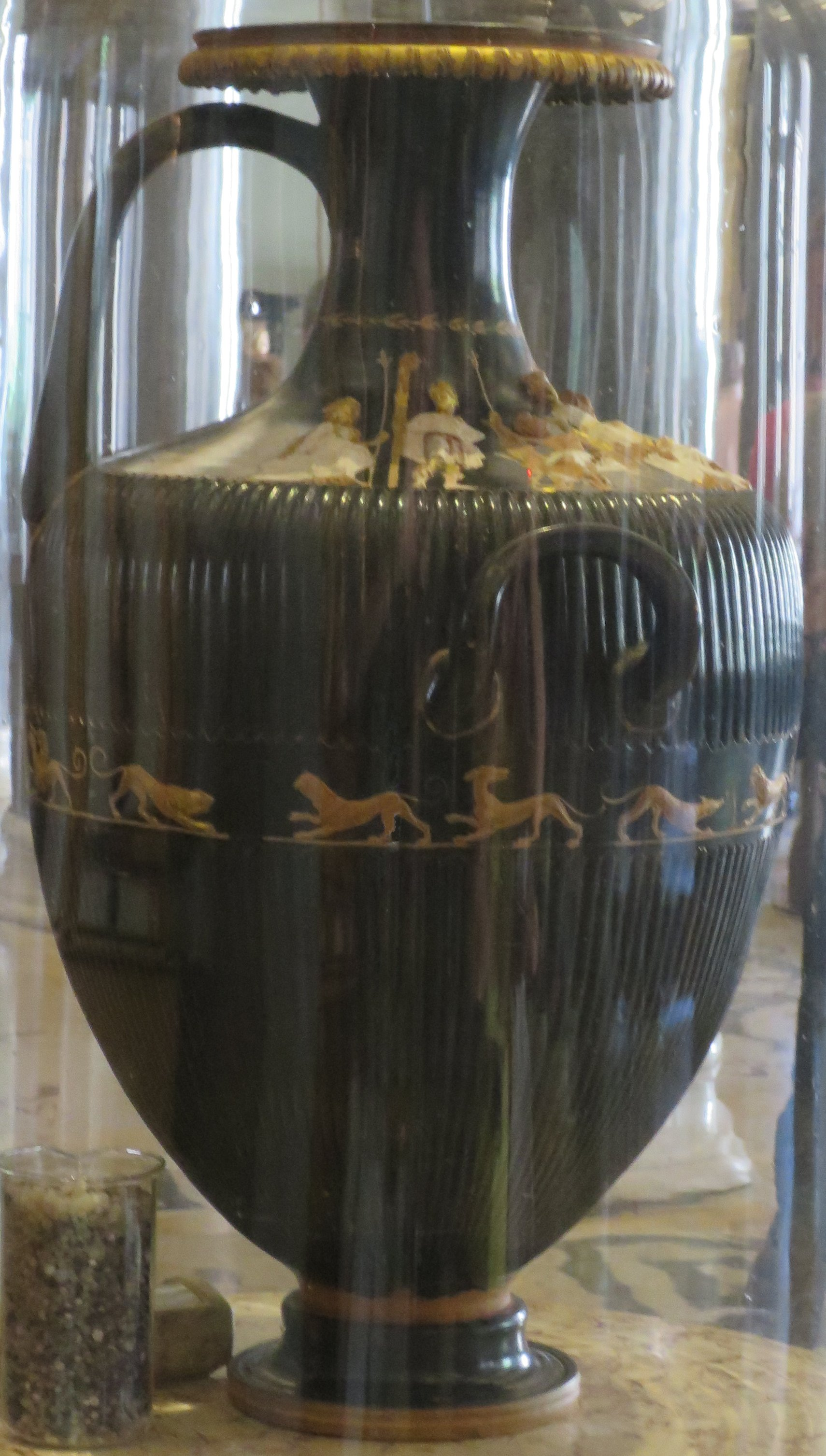
Кумская гидрия (Regina Vasorum). IV в. до н. э. Керамика, роспись. Государственный Эрмитаж, Санкт-Петербург

## Определения и типология
Определения понятия «ваза» терминологически противоречивы, например: «бытовой художественный сосуд, имеющий не только утилитарное, но и декоративное назначение».
В современной теории композиции приводится следующая дифференциация и типология изделий декоративно-прикладного искусства, согласно которой все объёмные формы, в том числе сосуды, подразделяются на группы (разновидности) по трём основным критериям, или функциональным доминантам:
- По функции: декоративные предметы, изделия многоцелевого назначения, утилитарные изделия;
- По способу формообразования и декорирования: архитектонические, скульптурно-архитектонические, живописно-графические способы и приёмы;
- По технологии изготовления: уникальные, серийные, массового производства[3][4].

Ваза как определённый тип сосуда и произведения декоративно-прикладного искусства тяготеет к декоративным произведениям или изделиям многоцелевого назначения, по способу формообразования совмещает архитектонику (не случайно вазы сравнивают и с колоннами храма, архитектурным ордером, и с фигурой женщины), она может иметь элементы скульптурного или живописно-графического декора, быть изготовленной серийно либо в одном единственном экземпляре как уникальное произведение художника. Таким образом, в отношении ваз конкретизируется знаменитая триада Витрувия: польза, прочность, красота.

## История
Форма бытового сосуда, которая в результате длительной эволюции превратилась в вазу, складывалась постепенно в течение 4-го тысячелетия до н. э. В отличие от иных ритуальных и утилитарных сосудов (зооморфных, прямоугольных, уплощённых), форма вазы обязана своим появлением выдающемуся техническому изобретению — гончарному кругу, и позднее, с I в. н. э. — стеклодувной трубке. «До этого архаические сосуды изготавливали обмазыванием глиной плетёных корзин из ивовых прутьев. Формование сосуда из пластичной глины на вращающемся столе позволила не только достигать идеально симметричной (и, следовательно, устойчивой) формы, равномерной толщины стенок, гладкой поверхности, но и эстетически оценивать такую форму как совершенную, правильную, прекрасную».
Наивысшим достижением такой эстетики является геометрический стиль, причём этот термин характеризует не только древнегреческую вазопись конца «тёмных веков» (900—700 гг. до н. э.), но и особенности объёмных форм и архаического скульптурного декора. Честолюбие отдельных мастеров сделало со временем профессию вазописца особенно востребованной, но и гончары соревновались в мастерстве (понятия «художник» в современном смысле ещё не существовало). Отсюда выражения:

Не боги горшки обжигают… «Зависть питает гончар к гончару». Гесиод. Труды и дни (25)
Искусство древнегреческой вазописи имеет не только прикладное, но и важное иконографическое значение. Вазописцы использовали в качестве источников сюжетов и изображения мифологических сцен и героев произведения живописи и скульптуры знаменитых художников, многие из которых были позднее утрачены.
Росписи древнегреческих сосудов, благодаря разнообразию сюжетов, служат иллюстрированным комментарием эллинской древности: сцены из сказаний о героях, религиозные и погребальные обряды, гимнастические игры, различные эпизоды общественной и частной жизни. Особенно богаты собраниями древнегреческих расписных ваз Лувр в Париже, Британский музей и Музей Виктории и Альберта в Лондоне, Античное собрание (Берлин), Национальный археологический музей Неаполя, Метрополитен-музей в Нью-Йорке, Национальный археологический музей (Афины) и Государственный Эрмитаж в Санкт-Петербурге благодаря приобретению в 1861 году уникальной коллекции маркиза Дж. П. Кампана.
Античные вазы имели и символическое значение: вазы в древних культурах Греции, Индии, Китая символизировали источник жизни и «вечную гармонию». Большие дипилонские амфоры служили надгробными монументами. В буддизме изображение вазы — один из знаков Будды. Изображения ваз входит в древнюю символику «Мирового дерева», обозначают «Великую мать», плодородие и всемирное женское начало жизни. Ваза является непременным атрибутом богини любви Венеры, а также аллегории обоняния в композиции «пяти чувств». Ваза с белыми лилиями — символ Благовещения Девe Марии.
Формы и декор ваз иллюстрируют многовековой процесс преображения утилитарной функции в художественную. Это видно на примере панафинейских амфор, знаменитой Кумской гидрии, или «Царицы ваз», вазы Франсуа, Портлендской вазы.
Формы, материалы и способы декорирования ваз менялись в веках и следовали эволюции художественных стилей и моды: от эпохи Возрождения к барокко, неоклассицизму и далее, но основная структура, по которой вазу легко узнать, оставалась неизменной: основание, тулово, «плечики», венчик, ручки.